# Ba ba Nam Bộ
Đối với các định nghĩa khác, xem Đinh (định hướng).
Ba ba Nam Bộ, hay còn gọi là cua đinh (danh pháp khoa học: Amyda cartilaginea), là một loài thuộc họ Ba ba trong bộ Rùa.
Loài này sinh sống tại các sông ngòi trong khu vực Đông Nam Á, bao gồm Brunei; Campuchia; Indonesia; Lào; Malaysia; Myanma; Singapore; Thái Lan và Việt Nam.

## Hình ảnh

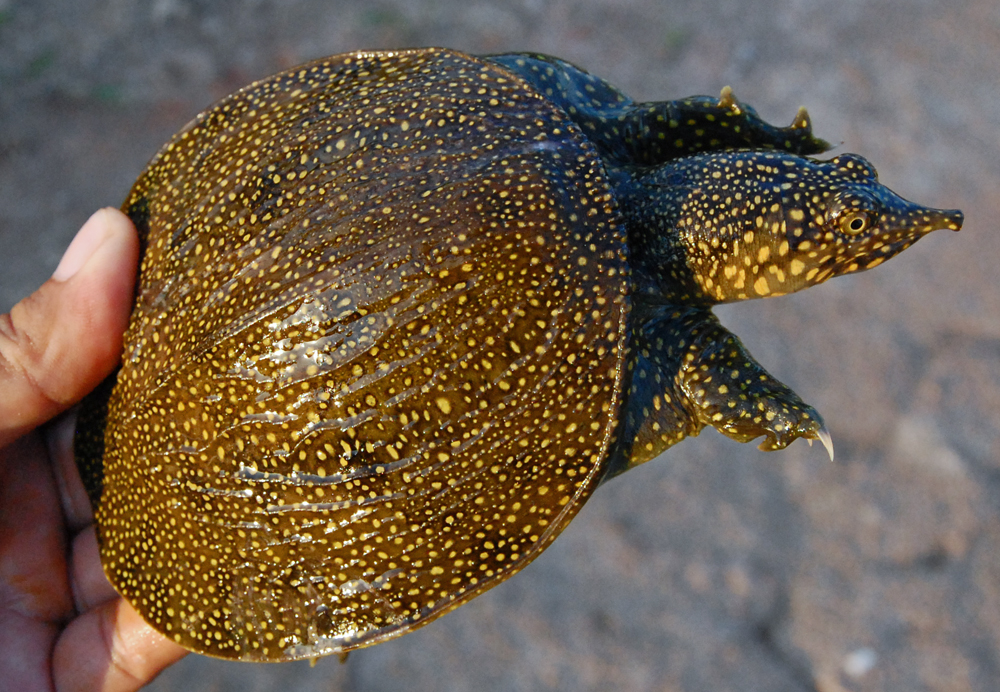
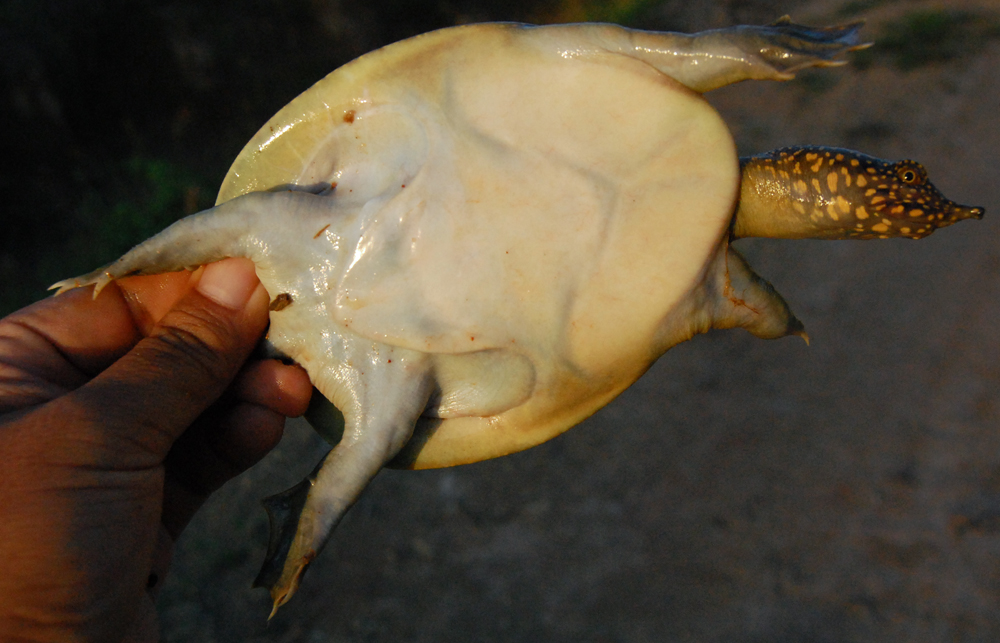
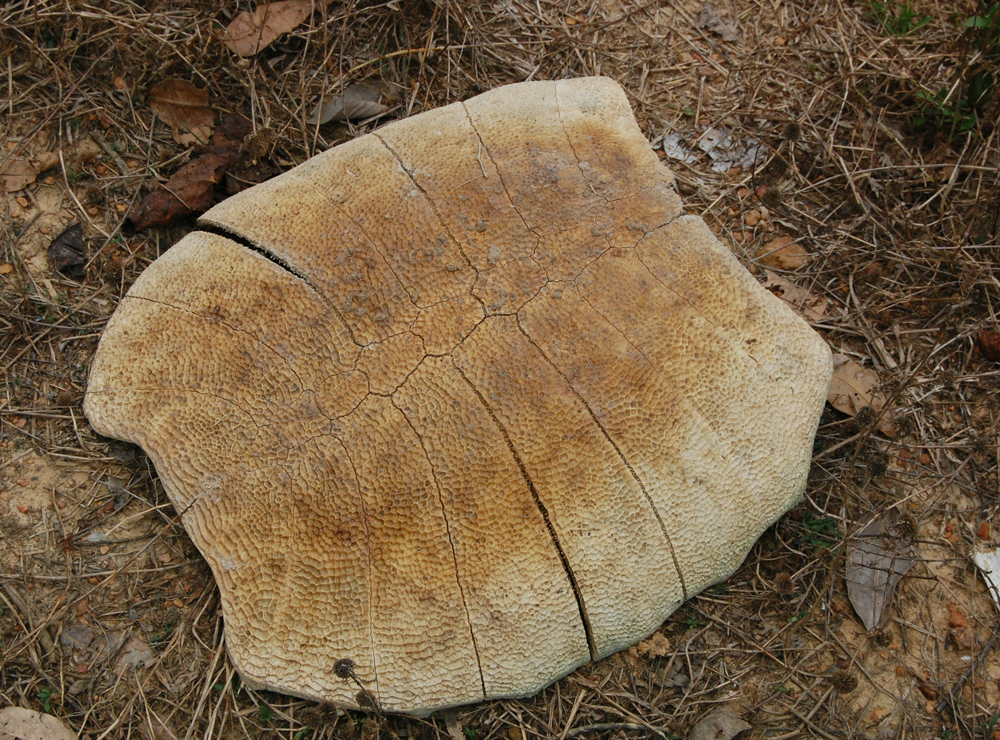
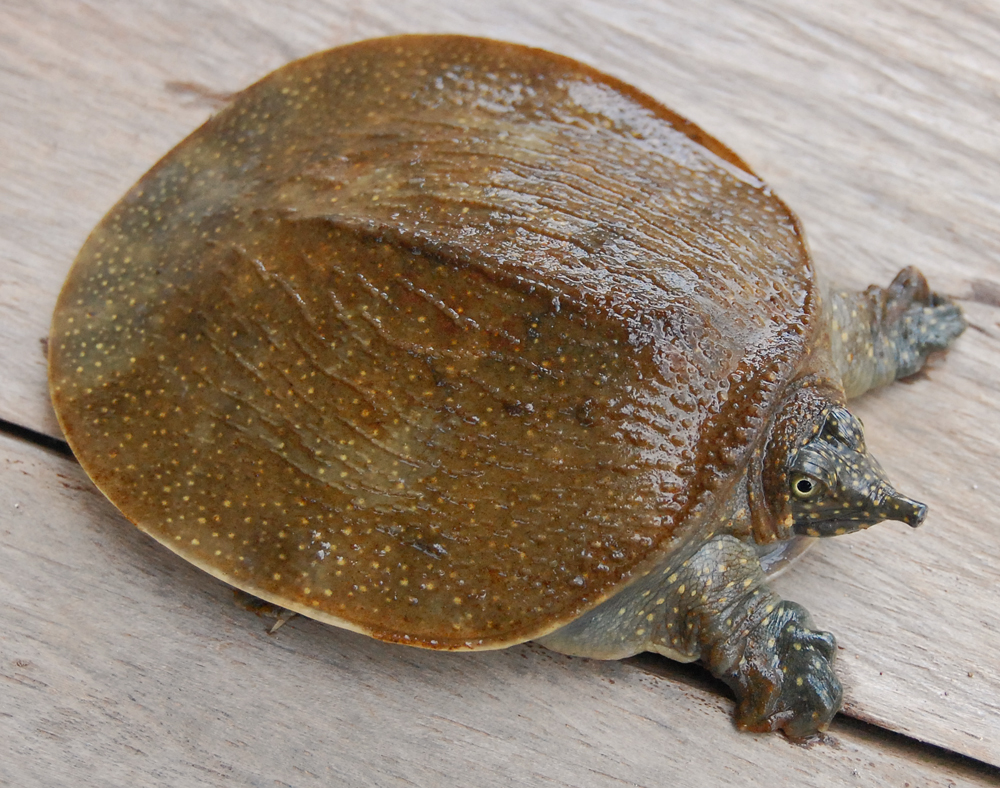